# 太寧 (後趙)
太寧（たいねい）は、五胡十六国時代、後趙の君主石虎の治世に使用された元号。349年。

## 西暦・干支との対照表
| 太寧 | 元年  |
| 西暦 | 349年 |
| 干支 | 己酉  |